# Wittgenstein (film)
(Wittgenstein)
Wittgenstein è un film del 1993 diretto da Derek Jarman.
La pellicola è ispirata al famoso filosofo Ludwig Wittgenstein.
Il film ha più l'aspetto di un'opera teatrale filmata in cui gli attori agiscono in una scenografia minimalista. Non si tratta di una ricostruzione della vita del filosofo, bensì di una messa in scena del suo pensiero, inserito nel contesto della sua vita.
Il dialogo con sé stesso passa così attraverso l'intermediazione di un interlocutore immaginario che non è altri che un extraterrestre verde, ingenuo, logico e beffardo.

## Trama
La vita e il pensiero del filosofo Ludwig Wittgenstein, 1889-1951: l'infanzia a Vienna, gli studi a Cambridge, l'amicizia con Bertrand Russell, sua moglie e Maynard Keynes, l'arruolamento volontario nell'esercito austriaco durante la prima guerra mondiale, l'attività di insegnante elementare, quella accademica a Cambridge, le opere filosofiche.

## Produzione
Un film televisivo (commissionato da Channel Four nell'ambito di una serie dedicata a grandi filosofi, poi distribuito anche nelle sale) che è quanto di più lontano si possa immaginare dalla biografia romanzata: Jarman, insieme agli sceneggiatori Terry Eagleton (docente di letteratura inglese a Oxford, di formazione marxista) e Ken Butler, organizza la sua non-storia sotto forma d'inchiesta affidata a un extraterrestre, Mr. Green, incaricato dai superiori di indagare sull'essere umano Ludwig Wittgenstein. Da qui l'antologia di episodi sulla sua vita e il suo pensiero concepiti come blocchi quasi astratti, girati completamente in studio e restituiti – con forte impatto visivo – attraverso una messinscena brechtiana, radicale e totalmente priva di orpelli: macchina fissa, sfondo nero su cui si stagliano, a colori vivaci, personaggi e oggetti, siparietti sgargianti a scandire una partitura per immagini libera, giocosa e grottesca, che nulla concede alla tradizionale contestualizzazione ambientale e psicologica.

## Distribuzione
Il film fece la sua prima apparizione il 16 febbraio 1993 al Berlin International Film Festival, per poi approdare al Gay Film Festival di Torino, il 18 aprile dello stesso anno. Giunse nelle sale italiane il 17 settembre 1993.
Nel marzo del 1994 uscì in videocassetta su etichetta Mondadori Video.
Venne trasmesso in prima visione TV in Italia su TELE+1 alle 23:00 di lunedì 13 febbraio 1995.